# Jurydyka (Poczajów)
Jurydyka  – dawniеј wieś na Ukrainie, obecnie część miasta Poczajów w obwodzie tarnopolskim, w rejonie krzemienieckim. Położona jest na północ od centrum Poczajowa. 
Jurydyka stanowiła jedną z 20 gromad w gminie Poczajów w powiecie krzemienieckim w województwie wołyńskim.
W czasie okupacji niemieckiej, od września 1942 do lipca 1943, ukraiński mieszkaniec Jurydyki Pajisij Kucharewycz z inicjatywy swojego brata Fedira (mieszkańca Dubna) ukrywał w swoim gospodarstwie Żydówkę Raję Mantwer i jej córkę Zinę, za co w 1997 roku Instytut Jad Waszem uhonorował obu braci tytułami Sprawiedliwych wśród Narodów Świata.
Zobacz też: Taraż Nowy